# Green Green
Green Green foi originalmente lançado em OVA para só depois ser feita uma versão para TV  baseada no OVA, mas com uma história diferente. Basicamente existem duas escolas, uma para meninos e outra para meninas, que resolvem se juntar e isso cria várias confusões.

## Sinopse
As escolas Hanaoka (só para meninas) e Kanenone Gakuen (só para meninos) planejam se fundir, e resolvem juntar alguns de seus alunos por umas semanas como experiência. No OVA, um grupo de garotos da Kanenone Gakuen vai para a escola das meninas, enquanto que na série de TV é um ônibus de Hanaoka que vai para a escola dos meninos. Mas os alunos das duas escolas não estão acostumados a conviverem com pessoas do sexo oposto, e assim muitas confusões acontecem, com meninos tarados espiando as meninas, e elas revoltadas.
Na série de TV, a história é mais desenvolvida por ter mais tempo. É inclusive criado um passado para um menino e uma menina onde os dois viviam um amor proibido e juraram se encontrarem em outras encarnações.
Mais recentemente foi lançado um novo OVA que apresenta caráter hentai.